# Joseph Eugène Dumont
Pour l’article homonyme, voir Dumont.
Joseph Eugène Dumont, né le  3 février 1823 à Saint-Jean-de-la-Porte (Savoie) et mort le 3 décembre 1892 à Paris, est un général de division français, grand-croix de la Légion d'honneur.

## Biographie
Saint-cyrien de la promotion 1841-1843, il participe à la conquête de l'Algérie  puis à la campagne de Rome de 1848 à 1851. Capitaine en 1852, il combat durant la guerre de Crimée en 1854-1855, à la bataille de l'Alma et à la bataille de Malakoff. Il est fait chevalier de la Légion d'honneur et  promu chef de bataillon au 6e RI. Il retourne en Algérie en 1857 à la tête du 11e bataillon de chasseurs puis participe à la campagne d'Italie en 1859 et se distingue aux batailles de Magenta et Solférino. Officier de la légion d'honneur en 1861, colonel  au 42e RI en 1862, il retourne en Algérie puis après son retour en France, il commande à partir de février 1866 le 1er voltigeurs de la Garde impériale et est promu commandeur de la Légion d'honneur en décembre 1867. Il participe ensuite à la guerre de 1870 avec l'armée du Rhin. Il est promu général de brigade le 26 octobre 1870 durant le siège de Metz, juste avant la capitulation. En mai 1871, il prend part à la répression de la Commune de Paris au commandement de la 1re brigade de la division du général  Montaudon lors de la semaine sanglante. Promu général de division en 1877, il reçoit le commandement du 18e corps d'armée en 1879 puis du 3e corps d'armée à Rouen en 1885. Il est élevé à la dignité de grand-croix de la Légion d'honneur le 5 janvier 1887 après 45 ans de services et 14 campagnes. En 1888, il est admis dans la réserve et devient membre du Conseil de l'ordre de la Légion d'honneur en 1891.

## Décorations
- Grand-croix de la Légion d'honneur (5 janvier 1887)
  - Grand-officier (3 février 1880)
  - Commandeur (28 décembre 1867)
  - Officier (23 août 1861)
  - Chevalier (28 décembre 1854)
- Ordre du Médjidié 5e classe
- Commandeur de l'ordre de l'Épée (Suède)
- Médaille commémorative de la campagne d'Italie (1859)
- Officier de l'ordre des Saints-Maurice-et-Lazare
- médaille de la valeur militaire de Sardaigne

## Grades
- Caporal le 1er novembre 1842
- Sous-lieutenant le 1er avril 1843
- Lieutenant le 21 juillet 1848
- Capitaine le 30 décembre 1852
- Lieutenant-colonel le 30 juin 1859
- Colonel le 12 août 1862
- Général de brigade, 26 octobre 1870
- Général de division le 15 mars 1877

### Sources modernes
- Michel Wattel et Béatrice Wattel (préf. André Damien), Les Grand’Croix de la Légion d’honneur : De 1805 à nos jours, titulaires français et étrangers, Paris, Archives et Culture, 2009, 701 p. (ISBN 978-2-35077-135-9), p. 157.
- Dossier militaire du SHD: cote 7 YD 1574.

### Sources contemporaines
- Henri Roger de Beauvoir, Nos généraux 1871-1884, Paris, Berger-Levrault, 1885 (lire en ligne), p. 163-173.